# Lee Marvin
Lee Marvin [li ˈmɑrvɪn] (New York, 1924. február 19. – Tucson, Arizona, 1987. augusztus 29.) Oscar-díjas amerikai színész, háborús és westernfilmek szereplője.

## Életpályája

### Fiatalkora
Lamont Waltman Marvin reklámszakember és Courtenay Washington Davidge divat- és szépségtanácsadó gyermekeként született. Nevét Robert E. Lee tábornokról kapta, aki egy felmenőjének unokatestvére volt. Apja közvetlen leszármazottja Matthew Marvinnak, aki 1635-ben vándorolt ki Amerikába és részt vett a Connecticut állambeli Hartford nevű város alapításában. Marvin fiatalon megtanult hegedülni, tinédzserkorában hétvégéit az Evergladesben töltötte, ahol szarvasra, vad pulykára, pumára és fürjre vadászott. A középiskolát a St. Leo Preparatory College-ban végezte el, miután rossz magaviselete miatt több másik iskolából kizárták. Abbahagyta a tanulást, és beállt a hadseregbe. A második világháború alatt a saipani csatában megsebesült, amiért megkapta a Bíbor szív kitüntetést. 1945-ben szakaszát Ivo Dzsima ellen vezényelték, ahol szakasza nagy része meghalt, Marvin egyedül rontott neki egy tüzérségi állásnak, amit semlegesített, de egy másik állás megtámadásakor egy kóbor golyó eltalálta és sebesülten rogyott össze. Megint megkapta a Bíbor Szív kitüntetést, és önfeláldozó bátorságáért Haditengerészeti kereszttel is kitüntették. A háború után leszerelt.

### Pályafutása
A háború után egy vízvezeték-szerelő segédjeként helyezkedett el egy helyi színházban. Egy nap felkérték, ugorjon be egy megbetegedett színész helyére. Ezután kezdődött el amatőr színészi karrierje a Broadwayen kívüli színházakban; magán a Broadwayen is beugrott, ha szükség volt rá. 1950-ben Hollywoodba költözött, ahol több filmes mellékszerepet is kapott. Ezek többsége háborús vagy westernfilm volt. Mint háborús veterán természetes könnyedséggel alakította a háborús filmek katonáinak markáns, erőteljes, sőt olykor erőszakos szerepét. Gyakran segítette a rendezőket és a többi színészt abban, hogy kell valósághűen megjeleníteni egy hadsereg mozgását, és a ruhák választásában is segített.
Első filmszerepét 1951-ben alakította a Most a seregben vagy című háborús filmben. 1953-ban már Fritz Langgel forgatta a Búcsúlevél című krimit. Még ebben az évben elvállalt egy kisebb, de annál érdekesebb szerepet Benedek László A vad című drámájában, amelyben Marlon Brandóval is együtt forgathatott. (A forgatás előtt még motorozni sem tudott, de a szerep kedvéért megtanulta.) Főszerepet kapott Raoul Walsh westernjében, a Bosszú dühében. Egy évvel később újra egy kicsi, de emlékezetes szerephez jutott a Zendülés a Caine hadihajón című Edward Dmytryk-filmben. (A főszerepet Humphrey Bogart alakította.) (1954.) Egy évvel később Az igazság napja – Pontosan úgy, ahogyan megtörtént! címet viselő, John Sturges rendezte készülő Spencer Tracy-filmben talált újabb mellékszerepre.
Az 1950-es évek közepétől kezdve fokozatosan kezdett jelentősebb szerepeket játszani, de az igazi áttörést az 1960-as évek hozta meg neki olyan filmekkel, mint a Jó fiú és rossz fiú (The Comancheros, 1961), és az Aki megölte Liberty Valance-ot (The Man Who Shot Liberty Valance, 1962) Ezért a szerepéért bekerült a Cowboyok Dicsőségcsarnokába, amire nagyon büszke volt. 1964-ben a Gyilkosokban orgyilkost alakított, ez volt első olyan filmje, ahol elsőként említették a szereplőlistán, egyben az egyetlen olyan film, amelyben Ronald Reagan későbbi elnök negatív szereplőt alakított.
A Cat Ballou főszerepéért 1965-ben – első és egyetlen jelölésekor – elnyerte a legjobb színésznek járó Oscar-díjat, valamint az Ezüst Medve díjat a 15. Berlini Nemzetközi Filmfesztiválon. Ebben a filmben Jane Fondával játszott együtt. 1966-ban még szerepelt a Szerencsevadászokban (The Professionals). 1967 volt az az év, amelyik elhozta számára legismertebb szerepét, John Reisman őrnagyét 'A piszkos tizenkettőben (The Dirty Dozen). Ebben az E. M. Nathanson regényéből készített és Robert Aldrich által megfilmesített háborús eposzban olyan sztárokkal szerepelt együtt, mint Ernest Borgnine, John Cassavetes, Charles Bronson, Donald Sutherland, Telly Savalas és a veterán Robert Ryan.
1967 után változatosabb szerepeket kapott olyan filmekben, mint A játéknak vége (1967) és a Pokol a Csendes-óceánon (1968). 1969-ben a Fesd át a kocsidat! című westernben egy szentimentális cowboyt alakított. A filmnek az az érdekessége, hogy ebben vállalt először (és utoljára) énekes szerepet, pedig dalából, a Wand'rin' Starból sláger lett, melyért aranylemezt is kapott. Ebben az időben már egymillió dollárt keresett filmenként, de így is vegyes volt a hozzáállása a filmiparhoz.
„Életed első negyven évét azzal töltöd, hogy megpróbálsz bejutni ebbe a kibaszott filmiparba, az azutáni negyven évét meg azzal, hogy megpróbálsz kijutni belőle. És amikor már pénzt is keresel vele, már senkinek nincs rá szüksége.”
1975-ben Steven Spielberg őt szemelte ki a Cápa főszerepére, de Marvin visszautasította a szerepet. („Mit mondanék a horgászcimboráimnak, hogy egy műcápa ellen játszok hőst?”) Feltűnt viszont Charles Bronson üldözőjeként a Vadászat életre-halálra című westerndrámában (1981) és 1985-ben Piszkos tizenkettő második részében, ismét John Reisman őrnagy szerepébe bújhatott. Ezután már csak egy filmben játszott, ez Menahem Golan akciófilmje volt Chuck Norris főszereplésével 1986-ban, a Delta Kommandó.

### Magánélete
Kétszer házasodott meg. Első feleségét, Betty Ebelinget – akitől négy gyermeke született (Christopher (1952), Courtenay (1954), Cynthia (1956) és Claudia (1958)) – 1951 februárjában vette feleségül, de 1967. január 5-én elváltak. Ekkoriban  sporthorgászattal és kacsavadászattal töltötte az idejét.
1971-ben beperelte Michelle Triola, akivel 1965–1970 közt együtt élt. Bár nem voltak házasok, Triola részesedni akart Marvin vagyonából arra hivatkozva, hogy együttélésük során Marvin rávette két abortuszra, és ezután nem lehetett több gyereke. 1979-ben a bíróság 104 000 dollár kártérítésre kötelezte Marvint, de az együttélésük hat éve alatt szerzett vagyonának a felét nem ítélte meg a nőnek. A másodfokú határozat ezt 1981-ben hatálytalanította. Michelle Triola 2009. október 30-án halt meg.
Marvin 1970. október 18-án összeházasodott Pamela Freeleyvel, aki huszonöt évvel korábban a New York-i Woodstockban a barátnője volt. Az 1970-es években Marvin leginkább Woodstockban élt, beteg édesapjáról gondoskodott. 1975-ben Tucsonba költöztek. Politikai nézeteit tekintve Marvin liberális demokrata volt. Ellenezte a vietnámi háborút. 1969-ben pedig interjút adott a Playboy magazinnak, ahol kijelentette, hogy támogatja a melegeket. Politikai hovatartozását mi sem bizonyítja jobban, mint az, hogy az 1960-as elnökválasztáson nyilvánosan támogatta John F. Kennedyt. Kedvenc itala a tequila volt, de ezen szenvedélye munka közben sosem mutatta jelét.

### Halála
1986 decemberében bélműtéten esett át. Az orvos gyulladásnak diagnosztizálta, amely nem rosszindulatú. 1987 augusztusában azonban kórházba került influenza miatt, és végül augusztus 29-én szívrohamban meghalt. Hamvait az Arlingtoni Nemzeti Temetőben temették el, veterántársa, az ökölvívó-legenda Joe Louis sírja közelében. Sírkövén ez áll: „Lee Marvin, az Egyesült Államok Tengerészgyalogságának őrvezetője”.

## Válogatott filmográfia
| Bemutató | Cím                                   | Magyar cím                              | Szerep                       | Rendező            |
| -------- | ------------------------------------- | --------------------------------------- | ---------------------------- | ------------------ |
| 1953     | The Wild One                          | A vad                                   | Chino                        | Benedek László     |
| 1953     | The Big Heat                          | Búcsúlevél                              | Vince Stone                  | Fritz Lang         |
| 1953     | Gun Fury                              | Bosszú dühe                             | Blinky                       | Raoul Walsh        |
| 1954     | The Caine Mutiny                      | Zendülés a Caine hadihajón              | Meatball                     | Edward Dmytryk     |
| 1961     | The Comancheros                       | Jó fiú és rossz fiú                     | Tully Crow                   | John Sturges       |
| 1962     | The Man Who Shot Liberty Valance      | Aki megölte Liberty Valance-t           | Liberty Valance              | John Ford          |
| 1964     | The Killers                           | Gyilkosok                               | Charlie Strom                | Don Siegel         |
| 1965     | Cat Ballou                            | Cat Ballou legendája                    | Kid Shelleen / Tim Strawn    | Elliot Silverstein |
| 1966     | The Professionals                     | Szerencsevadászok                       | Henry 'Rico' Fardan          | Richard Brooks     |
| 1967     | The Dirty Dozen                       | A piszkos tizenkettő                    | Reisman őrnagy               | Robert Aldrich     |
| 1968     | Hell in the Pacific                   | Pokol a Csendes-óceánon                 | pilóta                       | John Boorman       |
| 1969     | Paint Your Wagon                      | Fesd át a kocsidat!                     | Ben Rumson                   | Joshua Logan       |
| 1970     | Monte Walsh                           | Monte Walsh: Az utolsó cowboy           | Monte Walsh                  | William A. Fraker  |
| 1973     | Emperor of the North                  | Az Északi-sark császára                 | Az Első                      | Robert Aldrich     |
| 1974     | The Klansman                          | Lángoló kereszt                         | Track Bascomb seriff         | Terence Young      |
| 1976     | Shout at the Devil                    | Kiálts az ördögre                       | Flynn                        | Peter R. Hunt      |
| 1976     | The Great Scout and Cathouse Thursday | Cserkészjátékok                         | Sam Longwood                 | Don Taylor         |
| 1980     | The Big Red One                       | A nagy vörös egyes                      | őrmester                     | Samuel Fuller      |
| 1981     | Death Hunt                            | Vadászat életre-halálra                 | Edgar Millen őrmester seriff | Peter R. Hunt      |
| 1983     | Gorky park                            | Gorkij park                             | Jack Osborne                 | Michael Apted      |
| 1985     | The Dirty Dozen: Next Mission         | Piszkos tizenkettő – A második küldetés | Reisman őrnagy               | Andrew V. McLaglen |
| 1986     | The Delta Force                       | Delta Kommandó                          | Nick Alexander ezredes       | Menahem Golan      |

## További információ
- Lee Marvin a PORT.hu-n (magyarul)
- Lee Marvin az Internetes Szinkronadatbázisban (magyarul)
- Lee Marvin az Internet Movie Database-ben (angolul)
- Lee Marvin a Rotten Tomatoeson (angolul)
- Lee Marvin az AlloCiné weboldalán (franciául)
- Filmkatalógus